# Емили Викершом
Емили Кејсер Викершом (енгл. Emily Kaiser Wickersham; Канзас 26. април 1984) америчка је глумица.
Викершомова је најпознатија по улози посебне агенткиње Еленор Бишоп у ТВ серији Морнарички истражитељи.